# Liste der Baudenkmäler in Vestenbergsgreuth
Auf dieser Seite sind die Baudenkmäler in dem mittelfränkischen Markt Vestenbergsgreuth zusammengestellt. Diese Tabelle ist eine Teilliste der Liste der Baudenkmäler in Bayern. Grundlage ist die Bayerische Denkmalliste, die auf Basis des Bayerischen Denkmalschutzgesetzes vom 1. Oktober 1973 erstmals erstellt wurde und seither durch das Bayerische Landesamt für Denkmalpflege geführt wird. Die folgenden Angaben ersetzen nicht die rechtsverbindliche Auskunft der Denkmalschutzbehörde.

## Baudenkmäler nach Gemeindeteilen

### Vestenbergsgreuth
| Lage                                                                             | Objekt                                   | Beschreibung                                                                                              | Akten-Nr.    | Bild           |
| -------------------------------------------------------------------------------- | ---------------------------------------- | --- | ------------ | -------------- |
| Bei den drei Brüdern, Lange Wiesen, zwischen Uehlfeld und Hermersdorf (Standort) | Drei Grenzsteine, sogenannte Drei Brüder | Wohl 18. Jahrhundert                                                                                      | D-5-72-159-8 | BW             |
| Dutendorfer Straße 4, 6 (Standort)                                               | Ehemalige Synagoge                       | Eingeschossiger Putzbau mit Mansarddach, um 1735                                                          | D-5-72-159-2 | weitere Bilder |
| Hauptstraße 8 (Standort)                                                         | Schloss                                  | Mansarddachbau, Sandsteinquader, bezeichnet „1785“                                                        | D-5-72-159-4 | weitere Bilder |
| Hauptstraße (Standort)                                                           | Gefallenendenkmal                        | in Erinnerung an die Gefallenen der Kriege 1866 und 1870/71, Sandsteinpyramide mit Inschriften, bez. 1875 | D-5-72-159-7 | BW             |
| Obere Gasse 4 (Standort)                                                         | Ehemaliges Schulhaus                     | Verputzter Walmdachbau mit Fachwerkturm, im Kern 1776; mit Turmuhr und drei Glocken ausgestattet          | D-5-72-159-6 | weitere Bilder |

### Dutendorf
| Lage                    | Objekt             | Beschreibung                                                                                           | Akten-Nr.     | Bild           |
| ----------------------- | ------------------ | --- | ------------- | -------------- |
| Dutendorf 22 (Standort) | Wappenstein        | Wappenstein, bezeichnet „L v M 1595“ (Lorenz von Münster)                                              | D-5-72-159-9  | BW             |
| Dutendorf 28 (Standort) | Ehemalige Brauerei | Zweigeschossiger Walmdachbau mit Fachwerkobergeschoss, im Kern um 1630, Umbauten 18. und Mitte 19. Jh. | D-5-72-159-10 | weitere Bilder |
| Dutendorf 32 (Standort) | Wohnstallhaus      | eingeschossiger Krüppelwalmdachbau mit Fachwerkgiebel, bezeichnet „1820“                               | D-5-72-159-11 | weitere Bilder |

### Frickenhöchstadt
| Lage                           | Objekt        | Beschreibung                                                          | Akten-Nr.     | Bild           |
| ------------------------------ | ------------- | --------------------------------------------------------------------- | ------------- | -------------- |
| Frickenhöchstadt 13 (Standort) | Wohnstallhaus | Eingeschossiger giebelständiger Krüppelwalmdachbau, bezeichnet „1829“ | D-5-72-159-12 | weitere Bilder |

### Frimmersdorf
| Lage                       | Objekt    | Beschreibung                                                                      | Akten-Nr.     | Bild           |
| -------------------------- | --------- | --------------------------------------------------------------------------------- | ------------- | -------------- |
| Frimmersdorf 8 (Standort)  | Kleinhaus | eingeschossiger massiver, verputzter Krüppelwalmbau, erste Hälfte 19. Jahrhundert | D-5-72-159-13 | weitere Bilder |
| Frimmersdorf 17 (Standort) | Wohnhaus  | eingeschossiger Satteldachbau mit Fachwerkgiebel, erste Hälfte 18. Jahrhundert    | D-5-72-159-14 | weitere Bilder |

### Kleinweisach
| Lage                        | Objekt                                         | Beschreibung | Akten-Nr.     | Bild           |
| --------------------------- | ---------------------------------------------- | --- | ------------- | -------------- |
| Kleinweisach 2 (Standort)   | Hülsenmühle                                    | eingeschossiger, massiver Mansardkrüppelwalmdachbau, bezeichnet „1801“                                                                | D-5-72-159-16 | weitere Bilder |
| Kleinweisach 4 (Standort)   | Ehemals Brauereigaststätte                     | Zweigeschossiger traufseitiger Massivbau mit Satteldach, Putzgliederung und Sandsteinfundament, bezeichnet „1893“                     | D-5-72-159-20 | weitere Bilder |
| Kleinweisach 4 (Standort)   | Scheune                                        | langgestreckter, verputzter Sandsteinbau mit mächtigem Satteldach, 2. Hälfte 19. Jh.                                                  | D-5-72-159-20 | weitere Bilder |
| Kleinweisach 1 a (Standort) | Felsenkeller                                   | Befestigungsmauer mit Bruchsteinwerk und rundbogigem Zugang, 18./19. Jh.                                                              | D-5-72-159-20 | weitere Bilder |
| Kleinweisach 7 (Standort)   | Ehemaliger evangelischer Pfarrhof              | Zweigeschossiger Walmdachbau mit stichbogigen Fenstern und Gesimsgliederung, rückwärtig zweigeschossiger Walmdachanbau, Mitte 19. Jh. | D-5-72-159-21 | weitere Bilder |
| Kleinweisach 14 (Standort)  | Evangelisch-lutherische Pfarrkirche St. Marien | Chorturmkirche, zweite Hälfte 15. Jahrhundert, der Turm 1704 erhöht, das Langhaus 1725 und 1763 umgestaltet; mit Ausstattung          | D-5-72-159-15 | weitere Bilder |
| Kleinweisach 14 (Standort)  | Kirchhofmauer                                  | vermutlich 18. Jh. | D-5-72-159-15 | weitere Bilder |

### Pretzdorf
| Lage                   | Objekt                               | Beschreibung | Akten-Nr.     | Bild           |
| ---------------------- | ------------------------------------ | --- | ------------- | -------------- |
| Pretzdorf 7 (Standort) | Evangelisch-lutherische Filialkirche | Chorturmkirche, Langhaus mit Satteldach und Fledermausgauben, rechteckiger Chorturm mit Fachwerkobergeschoss und Pyramidendach, Turm im Kern 14. Jh., Langhaus im Kern 15. Jh., Turmaufstockung 2. Hälfte 15. Jh., Turmobergeschoss 1. Hälfte 17. Jh., Barockisierung 1. Hälfte 18. Jh.; mit Ausstattung | D-5-72-159-17 | weitere Bilder |

### Unterwinterbach
| Lage                          | Objekt                  | Beschreibung                                                                                     | Akten-Nr.     | Bild           |
| ----------------------------- | ----------------------- | ------------------------------------------------------------------------------------------------ | ------------- | -------------- |
| Unterwinterbach 12 (Standort) | Bauernanwesen: Wohnhaus | Eingeschossiger, verputzter Satteldachbau mit Ecklisenen und Gesimsgliederung, 1. Hälfte 19. Jh. | D-5-72-159-19 | weitere Bilder |
| Unterwinterbach 12 (Standort) | Bauernanwesen: Remise   | Satteldachbau mit Fachwerk, Anfang 19. Jh.                                                       | D-5-72-159-19 | weitere Bilder |
| Unterwinterbach 12 (Standort) | Bauernanwesen: Scheune  | massiver Satteldachbau, 2. Hälfte 19. Jh.; im Februar 2023 in ruinösem Zustand                   | D-5-72-159-19 | weitere Bilder |

## Ehemalige Baudenkmäler
In diesem Abschnitt sind Objekte aufgeführt, die früher einmal in der Denkmalliste eingetragen waren, jetzt aber nicht mehr. Objekte, die in anderem Zusammenhang also z. B. als Teil eines Baudenkmals weiter eingetragen sind, sollen hier nicht aufgeführt werden. Aktennummern in diesem Abschnitt sind ehemalige, jetzt nicht mehr gültige Aktennummern.

| Lage                                           | Objekt     | Beschreibung                                                                     | Akten-Nr.     | Bild           |
| ---------------------------------------------- | ---------- | -------------------------------------------------------------------------------- | ------------- | -------------- |
| Vestenbergsgreuth Dutendorfer Straße 3         | Türsturz   | 1811                                                                             | D-5-72-159-1  | BW             |
| Frickenhöchstadt Frickenhöchstadt 5 (Standort) | Bauernhaus | Mit Satteldach, eingeschossig, Sandstein verputzt, zweite Hälfte 18. Jahrhundert | D-5-72-159-22 | weitere Bilder |
| Unterwinterbach Unterwinterbach 9              | Tür        | Bezeichnet „1844“                                                                | D-5-72-159-18 | BW             |